# Чекотто, Джонни
Джо́нни Чеко́тто (исп. Johnny Cecotto), настоящее имя ─ Джо́нни Альбе́рто Чеко́тто Персе́лло (исп. Johnny Alberto Cecotto Persello; род. 25 января 1956, Каракас) — авто- и мотогонщик из Венесуэлы. 

## Карьера в мотогонках

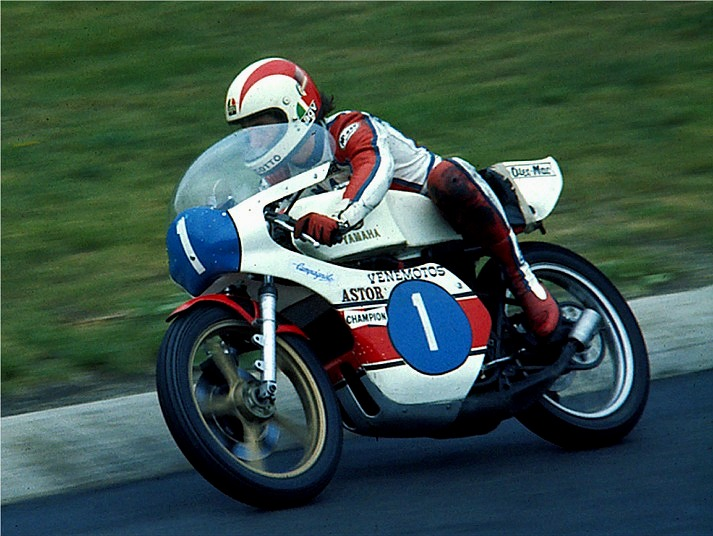
Джонни Чекотто в седле Ямахи, 1976 г.

Джонни Альберто Чекотто Перселло родился 25 января 1956 года в Каракасе, в семье итальянских эмигрантов.
В 1973 и 1974 годах Чекотто выиграл национальный венесуэльский чемпионат, а в 1975 г. дебютировал в международных гонках — он стартовал с последнего места в гонке Дайтона 200 на немодифицированном Ямаха TZ700, при поддержке венесуэльского импортера Ямахи. Несмотря на это он продемонстрировал впечатляющую езду со множеством обгонов. После этого он был приглашен в Европу на гонки Чемпионата Мира, где выступил в классе 250см³ и 350см³ на этапе во Франции и сразу же выиграл. Вслед за этим последовали ещё победы, сделавшие Чекотто самым молодым — 19 лет — чемпионом в классе 350см³, одержав верх над Джакомо Агостини.
В 1976 году он вернулся в Дайтону, уже с полной заводской поддержкой Ямахи, и, после долгой борьбы с американским чемпионом Кенни Робертсом, выиграл гонку. Однако в Чемпионате Мира он упустил титул в классе 350см³ в пользу гонщика Харлей-Дэвидсона Вальтера Виллы. В следующем году он тяжело пострадал в аварии на ГП Австрии, унёсшей также жизнь шведа Ханса Стадельмана. Переход в класс 500см³ дался ему ещё тяжелее, он регулярно получал травмы в различных авариях, хотя смог прийти 3 м по итогам чемпионата 1978 г., попутно выиграв титиул чемпиона мира в классе «Формула 750». В 1979 году после тяжелой аварии на Зальцбургринге он пропустил пол-сезона, а в 1980 году решил завершить свою мотокарьеру, проведя 27 гонок в классе 500см³, из них в 12ти стартовав с поула — наивысший коэффициент побед в квалификациях.

## Карьера в автогонках

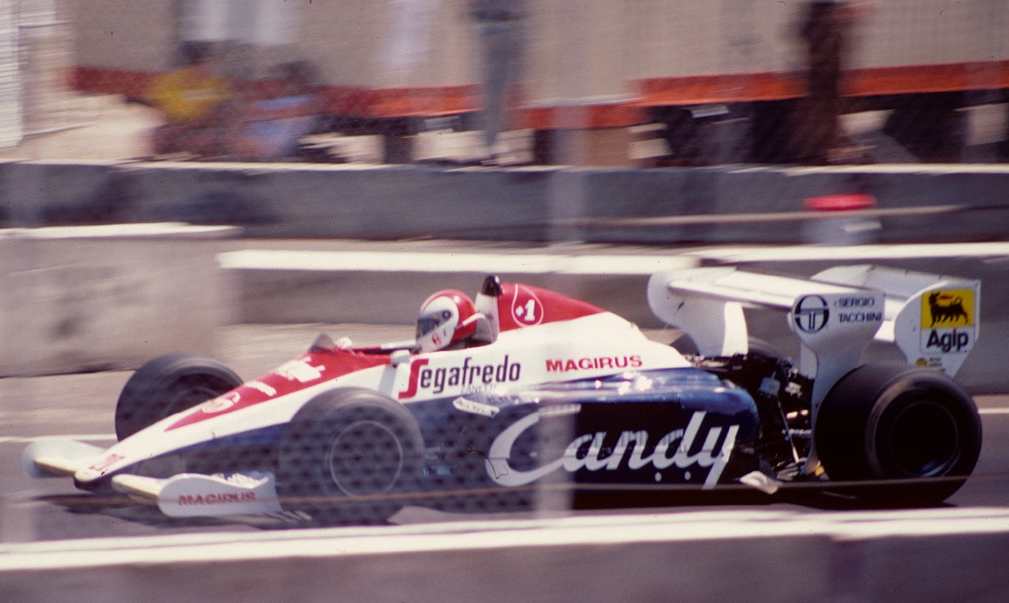
Чекотто в своем Toleman во время ГП США 1984 г., его последней гонки в Ф1.

Свою карьеру на четырёх колесах Чекотто начал с дебютом в составе Минарди в Формуле 2. В 1982 году он шёл в чемпионате с опережением своего напарника по March-BMW Коррадо Фаби, но поломка тормозов стоила ему победы в чемпионате. Тем не менее, внимание которое он привлек, позволило ему получить место в Ф1.
13 марта 1983 года он дебютировал в гонках Ф1 в составе Theodore Racing, придя на 6 м месте уже во второй гонке. Однако недостаток финансирования привел к тому, что он даже потерял своё место в команде за два этапа до окончания чемпионата. В 1984 году он перешёл в Toleman вместе с ещё одним новичком, Айртоном Сенной. Однако в страшной аварии на квалификации к ГП Британии он сломал обе ноги, что поставило крест на его карьере в Ф1, длившейся всего 23 гонки.
После лечения Чекотто не стал возвращаться в гонки машин с открытыми колесами, а продолжил карьеру в кузовных гонках. Этот этап его карьеры длился дольше всех других. В 1986 г. он выигрывает престижную гонку Гуйя в Макао, а в следующем году вместе с Джанфранко Бранкателли на БМВ М3 участвует в другой знаменитой гонке Батерст-1000. С 1988 по 1992 гг. он участвует в ДТМ за Schnitzer Motorsport на BMW M3, финишировав 2 м в сезоне 1990 г. Заодно он берет титул и в итальянском супертуринге в 1989 г, тоже на БМВ М3. После ухода БМВ из ДТМ он следует за ней в новый чемпионат — Немецкий Супертуринг (STW), в котором участвует с 1994 по 1998 г, побеждая по итогам чемпионата в 1994 и 1998 гг. Заодно в 1995 г. он участвовал и в Британском Туринге (BTCC). В 2001 и 2002 гг. он участвует Irmscher Opel Omega в новой серии V8Star, дважды взяв титул.
Сейчас Джонни Чекотто следит за гоночной карьерой своего сына, Джонни Чекотто-младшего.

## Статистика мотогонок
| Легенда к таблице |                                                 |
| --- | ----------------------------------------------- |
| В таблице перечислены результаты всех Гран-при чемпионата мира, во всех классах, в которых принимал участие гонщик. Строками таблицы являются сезоны, столбцами все гонки Гран-при чемпионата мира, производитель мотоциклов и команда. В клетках указаны сокращённое название Гран-при и результат, клетка дополнительно обозначена цветом. Расшифровка обозначений и цветов представлена в нижеследующей таблице. |                                                 |
| \| Пример \| Описание \| \| ------------ \| ----------------------------------------------- \| \| 1 \| Победитель \| \| 2 \| Второе место \| \| 3 \| Третье место \| \| \| Финишировал в очковой зоне \| \| \| Финишировал вне очковой зоны \| \| НКЛ \| Не классифицирован \| \| Сход \| Не финишировал \| \| НКВ \| Не прошёл квалификацию \| \| НПКВ \| Не прошёл предварительную квалификацию \| \| ДСК \| Дисквалифицирован \| \| ИСК \| Исключён из протокола соревнований \| \| НС \| Не стартовал в гонке \| \| Т \| Травмирован или болен \| \| ОТК \| Отказ от участия \| \| НТР \| Прибыл на соревнования, но на трассу не выезжал \| \| НПР \| Не прибыл к началу соревнований \| \| НД \| Недопущен до старта \| \| О \| Гонка отменена \| \| НУ \| Не участвовал \| \| Поул-позиция \| \| \| Быстрый круг \| \| |                                                 |
| Пример | Описание                                        |
| 1 | Победитель                                      |
| 2 | Второе место                                    |
| 3 | Третье место                                    |
| | Финишировал в очковой зоне                      |
| | Финишировал вне очковой зоны                    |
| НКЛ | Не классифицирован                              |
| Сход | Не финишировал                                  |
| НКВ | Не прошёл квалификацию                          |
| НПКВ | Не прошёл предварительную квалификацию          |
| ДСК | Дисквалифицирован                               |
| ИСК | Исключён из протокола соревнований              |
| НС | Не стартовал в гонке                            |
| Т | Травмирован или болен                           |
| ОТК | Отказ от участия                                |
| НТР | Прибыл на соревнования, но на трассу не выезжал |
| НПР | Не прибыл к началу соревнований                 |
| НД | Недопущен до старта                             |
| О | Гонка отменена                                  |
| НУ | Не участвовал                                   |
| Поул-позиция |                                                 |
| Быстрый круг |                                                 |

| Позиция | 1  | 2  | 3  | 4 | 5 | 6 | 7 | 8 | 9 | 10 |
| Очки    | 15 | 12 | 10 | 8 | 6 | 5 | 4 | 3 | 2 | 1  |

| Год  | Класс | Команда | 1       | 2       | 3         | 4         | 5       | 6       | 7       | 8       | 9        | 10      | 11       | 12      | Очки | Позиция | Победы |
| ---- | ----- | ------- | ------- | ------- | --------- | --------- | ------- | ------- | ------- | ------- | -------- | ------- | -------- | ------- | ---- | ------- | ------ |
| 1975 | 250cc | Yamaha  | FRA 15  | ESP DNF |           | W.GER DNF | NAT 12  | IOM DNS | NED DNF | BEL 15  | SWE DNF  | FIN 12  | CZE DNF  | YUG DNF | 54   | 4th     | 2      |
| 1975 | 350cc | Yamaha  | FRA 15  | ESP 12  | AUT DNF   | W.GER 15  | NAT 15  | IOM DNS | NED 6   |         |          | FIN 15  | CZE DNF  | YUG DNF | 78   | 1st     | 4      |
| 1976 | 350cc | Yamaha  | FRA 12  | AUT 15  | NAT 15    | YUG DNF   | IOM DNS | NED 3   | FIN DNF | CZE DNF | W.GER 12 | ESP 8   |          |         | 65   | 2nd     | 2      |
| 1977 | 350cc | Yamaha  | VEN 15  |         | W.GER DNS | NAT DNS   | ESP DNS | FRA DNS | YUG DNS | NED DNS | SWE DNS  | FIN DNS | CZE 15   | GBR DNF | 30   | 9th     | 2      |
| 1977 | 500cc | Yamaha  | VEN 8   | AUT DNF | W.GER DNF | NAT DNF   |         | FRA DNF | NED DNF | BEL DNF | SWE 12   | FIN 15  | CZE 15   | GBR DNF | 50   | 4th     | 2      |
| 1978 | 500cc | Yamaha  | VEN DNS | ESP 8   | AUT 12    | FRA DNF   | NAT DNF | NED 15  | BEL DNF | SWE 5   | FIN 10   | GBR 4   | W.GER 12 |         | 66   | 3rd     | 1      |
| 1979 | 500cc | Yamaha  | VEN DNS | AUT DNF | W.GER DNS | NAT DNS   | ESP DNS | YUG DNS | NED DNS | BEL DNS | SWE DNS  | FIN 4   | GBR DNS  | FRA 6   | 10   | 20th    | 0      |
| 1980 | 350cc | Yamaha  | NAT 15  |         | FRA 12    | NED DNF   |         |         | GBR DNF | CZE DNF | W.GER 10 |         |          |         | 37   | 4th     | 1      |
| 1980 | 500cc | Yamaha  | NAT 8   | ESP 5   | FRA 0     | NED 5     | BEL DNF | FIN DNF | GBR 7   |         | W.GER 5  |         |          |         | 31   | 7th     | 0      |

## Статистика гонок Формулы-1
| Легенда к таблице |                                                                    |
| --- | ------------------------------------------------------------------ |
| В таблице перечислены результаты всех Гран-при Формулы-1, в которых принимал участие гонщик. Строками таблицы являются сезоны, столбцами — этапы чемпионата мира. В каждой клетке указаны сокращённое название этапа и результат, дополнительно обозначенный цветом. Расшифровка обозначений и цветов представлена в нижеследующей таблице. |                                                                    |
| \| Пример \| Описание \| \| ------------ \| ------------------------------------------------------------------ \| \| 1 \| Победитель \| \| 2 \| Второе место \| \| 3 \| Третье место \| \| 5 \| Финишировал, заработав очки \| \| Сход \| Не финишировал, но при этом заработал очки \| \| 12 \| Финишировал, не получив очков \| \| НКЛ \| Финишировал, но не попал в финальную классификацию \| \| 15 \| Участвовал вне зачёта, либо по отдельной классификации \| \| 18 \| Не финишировал, но попал в финальную классификацию \| \| Сход \| Не финишировал \| \| НКВ \| Не прошёл квалификацию \| \| НПКВ \| Не прошёл предквалификацию \| \| ДСК \| Дисквалифицирован \| \| ИСК \| Исключён из протокола соревнований \| \| ТТ \| Заявлен для участия только в тренировках \| \| НС \| Участвовал в квалификации, но не стартовал в гонке \| \| Т \| Травмирован или болен \| \| ОТК \| Отказ от участия \| \| НТР \| Прибыл на соревнования, но на трассу не выезжал \| \| НПР \| Был заявлен в числе участников, но не прибыл к началу соревнований \| \| О \| Соревнования отменены \| \| \| Не участвовал \| \| Поул-позиция \| \| \| Быстрый круг \| \| |                                                                    |
| Пример | Описание                                                           |
| 1 | Победитель                                                         |
| 2 | Второе место                                                       |
| 3 | Третье место                                                       |
| 5 | Финишировал, заработав очки                                        |
| Сход | Не финишировал, но при этом заработал очки                         |
| 12 | Финишировал, не получив очков                                      |
| НКЛ | Финишировал, но не попал в финальную классификацию                 |
| 15 | Участвовал вне зачёта, либо по отдельной классификации             |
| 18 | Не финишировал, но попал в финальную классификацию                 |
| Сход | Не финишировал                                                     |
| НКВ | Не прошёл квалификацию                                             |
| НПКВ | Не прошёл предквалификацию                                         |
| ДСК | Дисквалифицирован                                                  |
| ИСК | Исключён из протокола соревнований                                 |
| ТТ | Заявлен для участия только в тренировках                           |
| НС | Участвовал в квалификации, но не стартовал в гонке                 |
| Т | Травмирован или болен                                              |
| ОТК | Отказ от участия                                                   |
| НТР | Прибыл на соревнования, но на трассу не выезжал                    |
| НПР | Был заявлен в числе участников, но не прибыл к началу соревнований |
| О | Соревнования отменены                                              |
| | Не участвовал                                                      |
| Поул-позиция |                                                                    |
| Быстрый круг |                                                                    |

| Год  | Команда  | 1        | 2        | 3        | 4        | 5        | 6        | 7        | 8        | 9        | 10      | 11      | 12      | 13     | 14  | 15  | 16  | Место | Очки |
| ---- | -------- | -------- | -------- | -------- | -------- | -------- | -------- | -------- | -------- | -------- | ------- | ------- | ------- | ------ | --- | --- | --- | ----- | ---- |
| 1983 | Theodore | БРА 14   | СШЗ 6    | ФРА 11   | САН Сход | МОН НПКВ | БЕЛ 10   | ДЕТ Сход | КАН Сход | ВЕЛ НКВ  | ГЕР 11  | АВТ НКВ | НИД НКВ | ИТА 12 | ЕВР | ЮАР |     | 19    | 1    |
| 1984 | Тоулмэн  | БРА Сход | ЮАР Сход | БЕЛ Сход | САН НКЛ  | ФРА Сход | МОН Сход | КАН 9    | ДЕТ Сход | ДАЛ Сход | ВЕЛ НКВ | ГЕР     | АВТ     | НИД    | ИТА | ЕВР | ПОР | —     | 0    |